# マリス・ヤンソンス

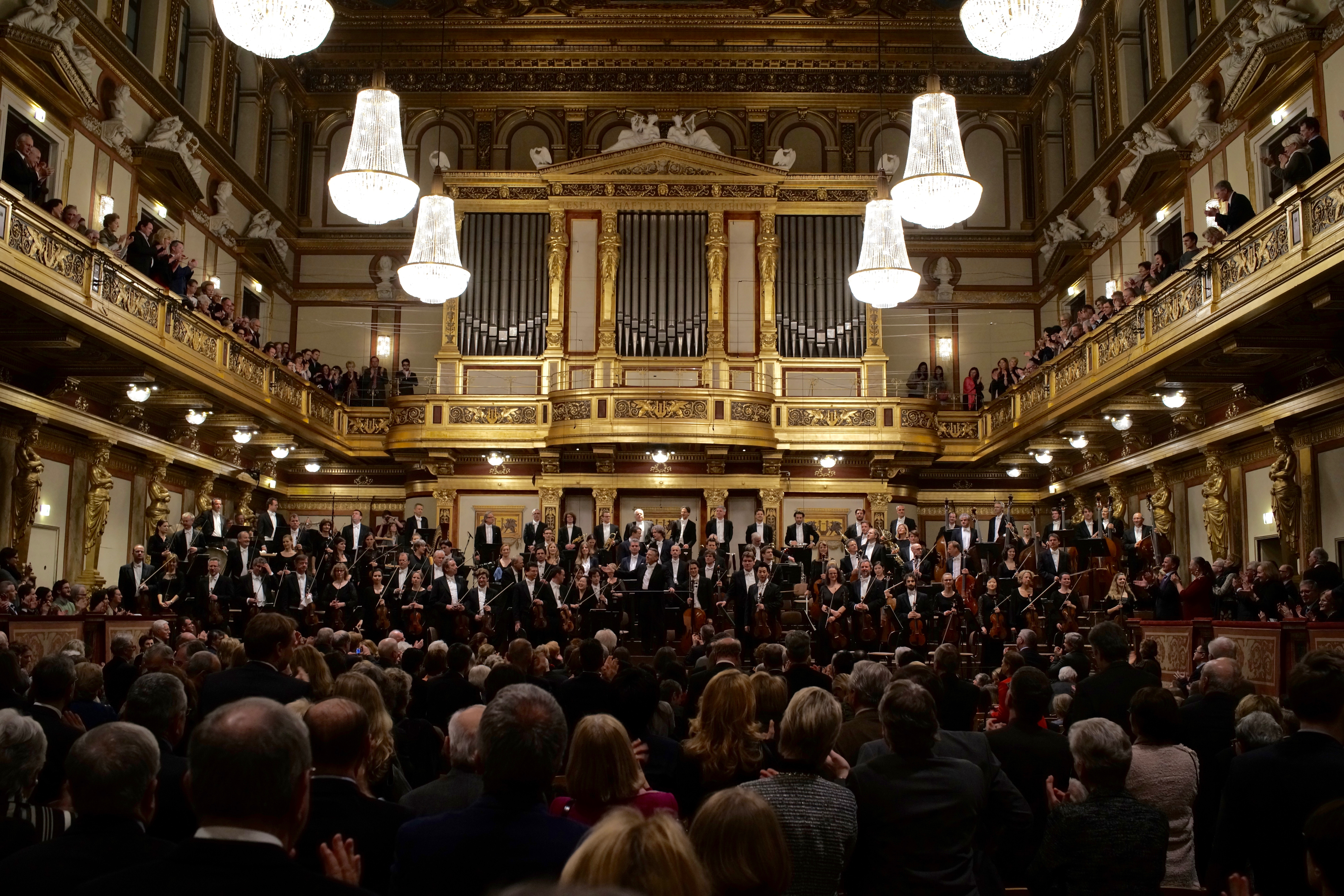
バイエルン放送交響楽団を率いてウィーン楽友協会に登壇するヤンソンス（2016年3月）

マリス・イヴァルス・ゲオルグス・ヤンソンス（Mariss Ivars Georgs Jansons, 1943年1月14日 - 2019年11月30日）は、ラトビアの指揮者。

## 人物・来歴

### 生い立ち
マリスは、後にエフゲニー・ムラヴィンスキーと共にレニングラード・フィルハーモニー交響楽団の指揮者を務めたアルヴィド・ヤンソンスを父としてリガで生まれた。母イライダ・ヤンソンスはユダヤ系の歌手で、マリスを産んだ当時は父親と兄弟をリガ・ゲットーで殺害され、リガに潜伏中だった。レニングラード音楽院でピアノ・ヴァイオリン・指揮を学んだ後、ウィーン国立音楽アカデミーに留学。留学先ではスワロフスキーやエスターライヒャー、そしてザルツブルクでカラヤンの薫陶を受ける。

### デビュー
1971年にカラヤン国際指揮者コンクールで2位の成績に輝き、同じ年にはレニングラード・フィルを指揮してプロ・デビューを果たす。1973年からレニングラード・フィルの副指揮者を務め、ムラヴィンスキーの助手として多くの物を吸収したと後にヤンソンスは述懐している。1977年にはムラヴィンスキーと共にレニングラード・フィル日本公演に帯同して初来日。1986年の同団日本公演に際しては、当初帯同が予定されていたものの来日がキャンセルされたムラヴィンスキーの代理として公演を指揮するという活躍ぶりを日本の聴衆に披露した。ヤンソンスはムラヴィンスキーの死後も、しばらくの間はレニングラード・フィル（ソ連解体後はサンクトペテルブルク・フィルに改称）との密接な関係を保ち、ムラヴィンスキーから同団を継承したユーリ・テミルカーノフと共に1989年、1992年および1994年に来日している。

### 国際的指揮者へ
レニングラード・フィルの指揮者を務める一方、1979年からオスロ・フィルハーモニー管弦楽団の首席指揮者に就任。彼は2000年までこのポストにとどまり、国際的な知名度という意味では今一歩だったオスロ・フィルのレヴェル・アップに尽力した。1992年にはロンドン・フィルハーモニー管弦楽団の首席客演指揮者、1997年から2004年までピッツバーグ交響楽団の首席指揮者も兼任、1990年代を迎えると世界の一流オーケストラへの客演も本格化する。2001年にはウィーン楽友協会の名誉会員に推挙。その2年後にはバイエルン放送交響楽団の首席指揮者に就任、さらに2004年からはロイヤル・コンセルトヘボウ管弦楽団の常任も務めるようになり、ヤンソンスはふたつのヨーロッパ有数の名門オーケストラの常任を兼任する事になる。コンセルトヘボウの常任就任早々、同団を帯同して来日公演を行ない、ヤンソンスとコンセルトヘボウのコンビは日本の聴衆にも好評をもって迎えられた。前者バイエルン放送響とは、2005年・2009年と2014年・2016年の秋に来日。2006年・2012年と2016年の元日にはウィーン・フィルハーモニー管弦楽団のニューイヤーコンサートの指揮を務めた。ベートーヴェンやリヒャルト・シュトラウス、マーラー、ショスタコーヴィチなど独墺系・ロシア系を中心に広いレパートリーを得意とし、特にショスタコーヴィチの交響曲は全曲録音を完成させている。2013年エルンスト・フォン・ジーメンス音楽賞受賞。
2019年11月30日、サンクトペテルブルクの自宅にて逝去。76歳没。死因は心不全（心臓発作）であった。

## 評伝
- 『マリス・ヤンソンス　すべては音楽のために』 マルクス・ティール、小山田豊訳、春秋社、2022年